# Pyrrosia nipponica
Pyrrosia nipponica är en stensöteväxtart som beskrevs av M. Beppu och Shunsuke Serizawa.
Pyrrosia nipponica ingår i släktet Pyrrosia och familjen Polypodiaceae. Inga underarter finns listade i Catalogue of Life.